# Big River (sång av Johnny Cash)
"Big River" är en singel av den amerikanska sångaren och låtskrivaren Johnny Cash, utgiven i december 1957. Sången är skriven av Johnny Cash själv och hamnade som bäst på plats 14 på Billboard Hot 100-listan och på plats 4 Billboard Hot Country Songs-listan där den låg kvar i 14 veckor.
Sången kom med på samlingsalbumet Johnny Cash Sings the Songs That Made Him Famous som släpptes i december 1958.

## Coverversioner
- Bob Dylan och The Band spelade in två versioner av sången under inspelningarna av albumet The Basement Tapes som senare släpptes på samlingsalbumet The Bootleg Series Vol. 11: The Basement Tapes Complete, 2014.
- Hank Williams, Jr. på albumet Singing My Songs - Johnny Cash, 1970.
- Rosanne Cash på albumet Right or Wrong, 1980.
- The Highwaymen på albumet Highwayman, 1985.
- Colin Linden på tributalbumet Johnny's Blues: A Tribute to Johnny Cash, 2003.
- Bill Monroe spelade in en version som släpptes på samlingsalbumet Down for Double, 2018.

## Topplistor
| Topplista                   | Högsta listplacering |
| --------------------------- | -------------------- |
| Billboard Hot Country Songs | 4                    |
| Billboard Hot 100           | 14                   |